# 1416
| [ Edytuj tabelę ]                          | |
| Król Polski                                | - 1386 Władysław II Jagiełło 1434                                                                                         |
| Współksiążęta Andory                       | - 1416 Francesc de Tovia 1436 - 1412 Jan I 1436                                                                           |
| Król Anglii                                | - 1413 Henryk V 1422 |
| Król Aragonii i Walencji, hrabia Barcelony | - 1412 Ferdynand I Sprawiedliwy 1416 - 1416 Alfons V Aragoński 1458                                                       |
| Władca Azteków                             | - 1395 Huitzilíhuitl 1417                                                                                                 |
| Elektor Brandenburgii                      | - 1415 Fryderyk I 1440 |
| Książę Bawarii-Ingolstadt                  | - 1413 Ludwik VII Brodaty 1443                                                                                            |
| Książę Bawarii-Landshut                    | - 1393 Henryk XVI Bogaty 1450                                                                                             |
| Książę Bawarii-Monachium                   | - 1397 Ernest 1438 |
| Książę Burgundii                           | - 1404 Jan bez Trwogi 1419                                                                                                |
| Cesarz Bizancjum                           | - 1391 Manuel II Paleolog 1425                                                                                            |
| Sułtan Brunei                              | - 1415 Ahmad 1425 |
| Cesarz Chin                                | - 1402 Yongle 1424 |
| Król Cypru                                 | - 1398 Janusz 1432 |
| Król Czech                                 | - 1378 Wacław IV Luksemburski 1419                                                                                        |
| Król Danii                                 | - 1396 Eryk Pomorski 1439                                                                                                 |
| Dalajlama                                  | - 1391 Gendun Drup 1474                                                                                                   |
| Władca Egiptu                              | - 1412 Al-Mu’ajjad Szajch 1421                                                                                            |
| Cesarz Etiopii                             | - 1414 Izaak 1429 |
| Król Francji                               | - 1380 Karol VI 1422 |
| Król Gruzji                                | - 1412 Aleksander 1442 |
| Hrabia Holandii                            | - 1404 Wilhelm VI 1417 |
| Władca Inków                               | - 1410 Viracocha 1438 |
| Cesarz Japonii                             | - 1412 Shōkō 1428 |
| Kalif                                      | - 1414 Al-Mu’tadid II 1441                                                                                                |
| Król Kastylii i Leónu                      | - 1406 Jan II Kastylijski 1454                                                                                            |
| Patriarcha Konstantynopola                 | - 1410 Eutymiusz II 1416 - 1416 Józef II 1439                                                                             |
| Władca Korei                               | - 1400 Taejong 1418 |
| Najwyższy książę litewski                  | - 1401 Jagiełło 1434 |
| Wielki książę litewski                     | - 1392 Witold 1430 |
| Cesarz Majapahitu                          | - 1389 Wikramawardhana 1429                                                                                               |
| Sułtan Maroka                              | - 1398 Usman III 1421 |
| Książę Mediolanu                           | - 1412 Filip Maria 1447                                                                                                   |
| Wielki książę moskiewski                   | - 1389 Wasyl I 1425 |
| Król Nawarry                               | - 1387 Karol III Szlachetny 1425                                                                                          |
| Król Norwegii                              | - 1396 Eryk Pomorski 1442                                                                                                 |
| Sułtan Omanu                               | - 1406 Machzum ibn al-Fallah 1435                                                                                         |
| Elektor Palatynatu                         | - 1410 Ludwik III 1436 |
| Papież awinioński                          | - 1394 Benedykt XIII 1417                                                                                                 |
| Król Portugalii                            | - 1385 Jan I 1433 |
| Cesarz Rzymski (niemiecki)                 | - 1410 Zygmunt Luksemburski 1437                                                                                          |
| Kapitanowie Regenci San Marino             | - 1416 Antonio Lunardini Giovanni di Paolino Vitola 1416 - 1416 Michelino di Paoluccio Giovanni di Pasino Benvegnudi 1416 |
| Despota Serbii                             | - 1402 Stefan IV Lazarević 1427                                                                                           |
| Elektor Saksonii                           | - 1388 Rudolf III Saski 1419                                                                                              |
| Król Szkocji                               | - 1406 Jakub I 1437 |
| Król Szwecji                               | - 1396 Eryk XIII Pomorski 1439                                                                                            |
| Król Tajlandii                             | - 1409 Intha Racha 1424                                                                                                   |
| Sułtan Turków                              | - 1413 Mehmed I 1421 |
| Doża Wenecji                               | - 1413 Tommaso Mocenigo 1423                                                                                              |
| Król Węgier                                | - 1387 Zygmunt Luksemburski 1437                                                                                          |
| Wielki mistrz zakonu krzyżackiego          | - 1414 Michael Küchmeister von Sternberg 1422                                                                             |

Rok 1416 / MCDXVI
stulecia: XIV wiek ~
XV wiek ~
XVI wiek

lata: 1406 «
1411 «
1412 «
1413 «
1414 «
1415 «
1416
» 1417
» 1418
» 1419
» 1420
» 1421
» 1426

## Wydarzenia w Polsce
- Styczeń – na soborze w Konstancji Mikołaj Trąba zaproponował przedłużenie rozejmu między Polską a Zakonem.
- Luty – Żmudzini i Polacy przełożyli soborowi skargi na Zakon; w sierpniu sobór uznał skuteczność polskich metod chrystianizacyjnych i udzielił pełnej władzy w chrzcie Żmudzi biskupom wileńskiemu i lwowskiemu.
- Czerwiec – Paweł Włodkowic przedstawił soborowi swój traktat o władzy papieża i cesarza w stosunku do niewiernych
- 20 sierpnia – Grabów nad Prosną otrzymał prawa miejskie.

- Nadanie praw miejskich Sztumowi przez Michaela Kűchmaistera.
- W Gdańsku wybuchło powstanie antykrzyżackie – krwawo stłumione.

## Wydarzenia na świecie
- 2 kwietnia – Alfons V został królem Aragonii.
- 29 maja – I wojna wenecko-turecka: zwycięstwo floty weneckiej w bitwie koło Dardaneli.
- 30 maja – w Konstancji został spalony na stosie Hieronim z Pragi.
- 15 sierpnia – układ w Canterbury pomiędzy Henrykiem V a Zygmuntem Luksemburskim.

- Na Kijów napadli koczownicy - Kipczacy pod wodzą swojego emira Edygeja, dokonując ogromu szkód i rzezi Kijowian.

## Urodzili się
- 26 lutego – Krzysztof Bawarski, władca skandynawski (zm. 1448)
- 27 marca – Franciszek z Paoli, włoski zakonnik, założyciel minimitów i minimitek, święty katolicki (zm. 1507)

## Zmarli
- 2 kwietnia – Ferdynand I Sprawiedliwy, król Aragonii (ur. 1380)
- 21 maja – Anna Cylejska, królowa Polski, żona Władysława Jagiełły